# Onosma yamagatae
Onosma yamagatae är en strävbladig växtart som beskrevs av Kitamura. Onosma yamagatae ingår i släktet Onosma och familjen strävbladiga växter. Inga underarter finns listade i Catalogue of Life.